# Alicja Stefańska
Alicja Stefańska (ur. 28 grudnia 1992 roku w Kielcach) – polska siatkarka grająca na pozycji przyjmującej. Wychowanka klubu UKS Volley Kielce, po rozpadzie którego trafiła do MUKS Jedynka Ostrowiec Świętokrzyski będącej kuźnią talentów dla zespołu KSZO.
W sezonie 2013/2014 I ligi w piłce siatkowej kobiet była w składzie drużyny AZS KSZO Ostrowiec Świętokrzyski, która wywalczyła historyczny awans do ORLEN Ligi, najwyższej klasy rozgrywkowej, wygrywając wszystkie mecze zarówno w sezonie regularnym jak i w play-off.

## Kluby
| Klub                                 | Lata gry   |
| ------------------------------------ | ---------- |
| UKS Volley Kielce                    | wychowanka |
| MUKS Jedynka Ostrowiec Świętokrzyski |            |
| KSZO Ostrowiec Świętokrzyski         | 2011–2015  |

## Osiągnięcia
- 2014 – awans do ORLEN Ligi z drużyną AZS KSZO Ostrowiec Świętokrzyski